# Markel Bergara Larrañaga
Markel Bergara Larrañaga (Elgoibar, País Basc, 5 de maig de 1986) és un exfutbolista professional basc. El seu darrer equip va ser el Getafe CF.

## Trajectòria

### Reial Societat
Jugador format a les categories inferiors de la Reial Societat. Va debutar amb el Sanse, l'equip filial txurriurdin, el 7 de setembre del 2003 contra l'Osasuna B, va jugar tot el partit.
Amb l'equip filial va jugar cinquanta-cinc partits durant les temporades 2003/2004 i 2004/05, les dos a Segona Divisió B. La temporada 2005/06 va ser cedit a la Sociedad Deportiva Eibar de la Segona Divisió, va jugar vint-i-cinc partits sense poder evitar el descens de l'equip basc. La següent temporada, la 2006/2007, es va repetir el mateix guió, aquest cop va ser cedit a la Unión Deportiva Vecindario també de la Segona Divisió. Va jugar divuit partits i també va acabar baixant de categoria.
Finalment, la temporada 2007/08, amb la Reial Societat a Segona Divisió, esdevé jugador del primer equip. El seu debut oficial va ser en Copa de Rei contra la Unión Deportiva Las Palmas, era el 4 de setembre del 2007. Curiosament, onze dies després va debutar en Lliga amb l'equip donostiarra també contra la UD Las Palmas, era el 15 de setembre del 2007 en la quarta jornada de la Segona Divisió 2007/08. Aquesta primera temporada amb el primer equip només va jugar 4 partits en tota la Lliga.
Les lesions sempre han estat el gran enemic de Bergara, de fet, durant dos temporades amb el primer equip només va disputar vint partits de Lliga. La seua millor temporada coincideix amb la històrica classificació de l'equip per disputar la Champions en acabar quart en la Primera Divisió 2012/13. El 24 de març del 2014 va marcar el seu primer gol com a professional a Primera Divisió, va ser contra la UD Almeria.
Bergara es va perdre la majoria de la temporada 2016–17, a causa d'una lesió de turmell. El 18 de juliol de 2017, fou cedit al Getafe CF per un any; va aconseguir fer quatre gols en només les seves 14 primeres aparicions, però el desembre va patir una altra lesió greu, aquest cop de genoll.
El 27 de juny de 2018, el Getafe va contractar Bergara permanentment.
Finalment, el gener del 2020, després de no poder jugar amb normalitat a causa de les lesions al genoll, el jugador va anunciar la seua retirada.

### Selecció basca
Va debutar amb la selecció basca el 25 de maig de 2011 a Tallin, Estònia, en un partit amistós. El 27 de maig del 2016 va fer el seu únic gol amb la selecció basca, va ser en un partit disputat a Ajaccio contra la selecció corsa.

## Suport a les marxes dels presos bascos
El jugador guipuscoà va mostrar el seu suport al retorn dels presos bascos a Euskal Herria el gener del 2011. Juntament amb altres jugadors del primer equip de la Reial Societat va emetre un comunicat de suport a la marxa "els presos bascos a Euskal Herria amb tots els seus drets, donem un pas endavant".